# Gosankyō
Os Gosankyō (御三卿) foram três ramos do clã Tokugawa do Japão. Descenderam do oitavo dos quinze xoguns Tokugawa, Yoshimune (1684–1751). Yoshimune os Gosankyo para aumentar (ou talvez mesmo para substituir) os Gosanke, chefes dos poderosos han (feudos) de Owari, Kishū e Mito. Dois dos seus filhos, junto com o segundo filho do seu sucessor Ieshige, estabeleceram os ramos Tayasu, Hitotsubashi e Shimizu do clã Tokugawa. Diferente dos Gosanke, eles não detinham um han. Ainda assim, continuaram proeminentes até o final do regime Tokugawa, e alguns dos últimos xoguns foram escolhidos a partir do ramo Hitotsubashi.

## Genealogia dos chefes Gosankyo do Período Edo

### Casa Tayasu 田安家
1. Munetake (1716-1771, r. 1731-1771)
2. Haruaki (1753-1774, r. 1771-1774)
3. Narimasa (1779-1846, r. 1787-1836)
4. Naritaka (1810-1845, r. 1836-1839)
5. Yoshiyori (1828-1876, r. 1839-1863)
6. Takachiyo (1860-1865, r. 1863-1865)
7. Kamenosuke (1863-1940, r. 1865-1868)
8. Yoshiyori (2nd time) (1828-1876, r. 1868-1876)

### Casa Shimizu 清水家
1. Shigeyoshi (1745-1795, r. 1758-1795)
2. Atsunosuke (1796-1799, r. 1798-1799)
3. Nariyuki (1801-1846, r. 1805-1816)
4. Narinori (1810-1827, r. 1816-1827)
5. Narikatsu (1820-1849, r. 1827-1846)
6. Akitake (1853-1910, r. 1866-1868)
7. Atsumori (1856-1924, r. 1870-1924)

### Casa Hitotsubashi 一橋家
1. Munetada (1721-1765, r. 1735-1764)
2. Harusada (1751-1827, r. 1764-1799)
3. Nariatsu (1780-1816, r. 1799-1816)
4. Narinori (1803-1830, r. 1816-1830)
5. Narikura (1818-1837, r. 1830-1837)
6. Yoshimasa (1825-1838, r. 1837-1838)
7. Yoshinaga (1823-1847, r. 1838-1847)
8. Shōmaru (1846-1847, r. 1847)
9. Yoshinobu (1837-1913, r. 1847-1866)
10. Mochiharu (1831-1884, r. 1866-1884)